# Johann Karl von Thüngen

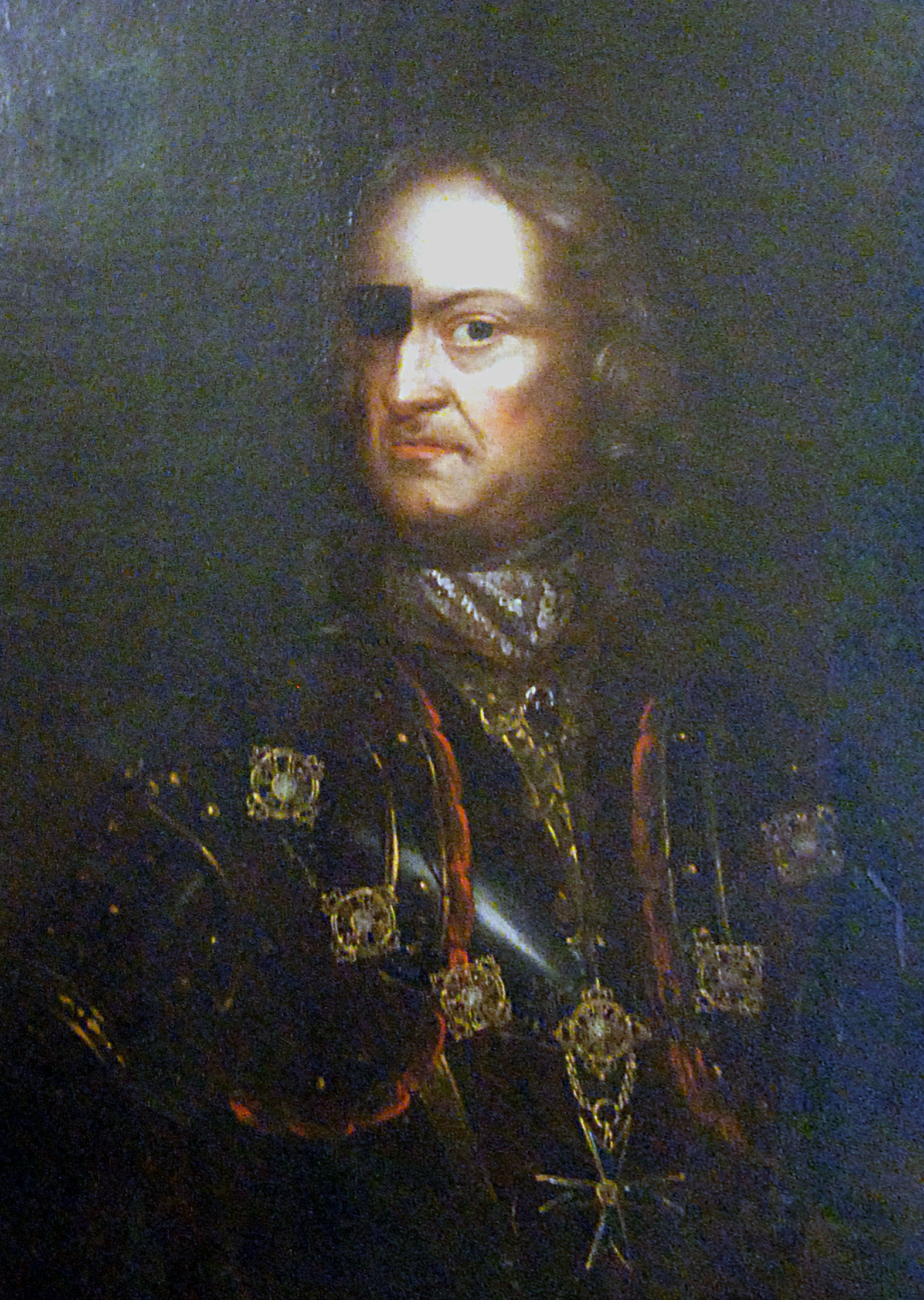
Hans Karl von Thüngen um 1700

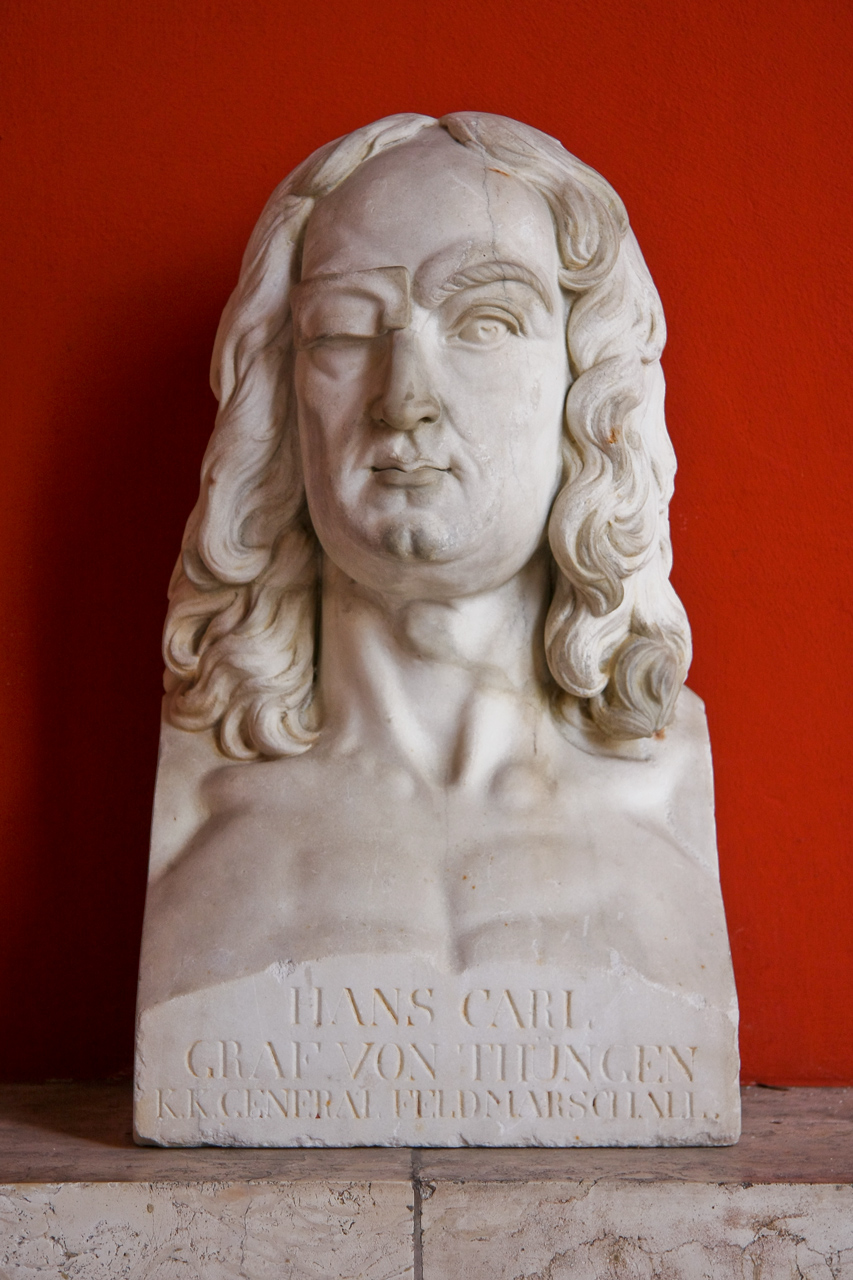
Büste in der Ruhmeshalle München

Johann Karl „Hans“ von Thüngen (* 5. Februar 1648; † 8. Oktober 1709) war Inhaber eines Infanterieregiments und ab 1696 kaiserlicher Generalfeldmarschall. Er erhielt den Schwarzen Adlerorden und wurde in den Reichsgrafenstand erhoben.

## Herkunft und Ehe
Johann Karl von Thüngen stammte aus der alten fränkischen Adelsfamilie von Thüngen. Sie ist benannt nach dem unterfränkischen Ort Thüngen. Auch andere Familienmitglieder kamen zu hohen Würden, so Neidhardt von Thüngen (1545–1599) als Fürstbischof von Bamberg und Konrad von Thüngen, Fürstbischof von Würzburg (1519–1540). Johann Karl Sohn von Wolff Albrecht von Thüngen und dessen zweiter Frau Helena von Ebersberg gen. Weyers. 
Er war mit Maria Johanna Faust von Stromberg (* 14. Juli 1663; † 3. November 1739) verheiratet, der Tochter von Franz Ernst Faust von Stromberg, hochfürstlich-würzburgischer Geheimer Rat und Oberamtmann zu Haßfurt, und dessen Frau Maria Susanna Kottwitz von Aulenbach. Die 1678 geschlossene Ehe zwischen Johann Karl und Maria Johanna blieb kinderlos. Johann Karls Bruder, Johann Friedrich Freiherr von Thüngen, hatte neben zwei Töchtern einen Sohn, Hans Carl Freiherr von Thüngen, der 1723 unvermählt als letzter dieser Linie verstarb.

## Karriere im Militär
Von Thüngen war zunächst Soldat in Diensten des Herzogs Karl V. von Lothringen. Sein Regiment wurde den Spaniern überlassen. von Thüngen wurde Fähnrich und später Oberstwachtmeister. Während des Holländischen Kriegs erhielt er 1673 das Kommando einer Truppenabteilung. Kurz darauf wurde Johann Karl zum Oberstleutnant und Kommandeur in Besançon. Im Mai 1674 wurde Besançon jedoch an die Franzosen übergeben. Als Adjutant des lothringischen Prinzen von Vaudemont kämpfte er in der Schlacht bei Seneffe. Kurz darauf verließ er den Waffendienst und begab sich auf seine Güter.
Einige Jahre später trat er als Oberleutnant der fränkischen Kreistruppen ein und wurde 1676 das Kommandant von Würzburg. Im selben Jahr erhielt er das Kommando für ein Regiment, das er in zwei Feldzügen gegen Frankreich führte. 1683 wurde er Generalfeldwachtmeister der fränkischen Kreistruppen und nahm mit diesen in den nächsten Jahren am Großen Türkenkrieg teil.
Im Oktober 1684 wurde er zum Generalfeldwachtmeister der Kaiserlichen Armee ernannt. Mit dieser Beförderung durfte er, durch kaiserliche Zustimmung, sein Regiment auf 2500 Mann verstärken. 1685 war er bei der Belagerung und Erstürmung von Neuhäusl und 1686 von Ofen dabei.
1688 wurde er zum Generalfeldmarschallleutnant befördert. 1689 nahm er an den erfolgreichen Belagerungen von Bonn und Mainz teil. Bei der Belagerung von Bonn verlor er durch einen Stein, den eine Granate aus einer Festungsmauer gesplittert hatte, das rechte Auge. Seit dieser Zeit trug Thüngen eine schwarze Augenklappe. 1690 ernannte ihn der Kurfürst von Mainz Anselm Franz von Ingelheim zum Generalfeldzeugmeister und Oberkommandanten für die Truppen und Festungen, insbesondere auch der Festung Mainz. 1692 führte er die Infanterie der Reichsarmee und wurde zum kaiserlichen Feldzeugmeister ernannt.
Im Jahre 1696 beförderte ihn der Kaiser zum Generalfeldmarschall. Im selben Jahr wurde er aus dem Lager des Markgrafen Ludwig kommend bei einem französischen Überfall gefangen genommen, aber nach vier Wochen gegen Zahlung von 5000 Gulden wieder freigelassen. 1698 war Johann Karl Kommandant der Festung Philippsburg. Als der Spanische Erbfolgekrieg anfing, leitete er 1702 den Angriff auf die Festung Landau von der Nordwestseite. 1703 trug er das Kommando in Philippsburg, rückte dann nach Stollhofen und übernahm dort für den erkrankten Ludwig Wilhelm von Baden am Oberrhein den Oberbefehl und die Verteidigung der Bühl-Stollhofener Linien. Er übernahm den Vorsitz des Kriegsgerichts gegen Johann Philipp von Arco, der als Kommandant von Breisach nach kurzer Belagerung vor den Franzosen kapituliert hatte. Das Gericht verurteilte Arco Anfang 1704 dafür zum Tode. Thüngen wurde März 1704 zum Reichsfeldzeugmeister ernannt und befehligte die Truppen am Oberrhein und in Schwaben. Bei den Verhandlungen über den Austausch der 800 Preußen, die in der Schlacht bei Höchstädt im September 1703 in Gefangenschaft geraten und in Ulm untergebracht waren, war er Bevollmächtigter; die Gespräche blieben jedoch erfolglos.
Am 2. Juli 1704 führte Johann Karl am Schellenberg bei Donauwörth die kaiserliche Armee in den Sieg und wurde bei diesem Angriff verwundet. Als Ende August die kaiserliche Armee von Ulm abzog, übernahm Thüngen die Belagerung bis zur erfolgenden Kapitulation.  Nach der Einnahme der Städte Landau, Trier und Trarbach erhielt er das Kommando über die Truppen am Rhein und am Neckar. Von König Friedrich I. von Preußen erhielt er kurz darauf den Schwarzen Adlerorden. 1705 führte Johann Karl die Reichsarmee über Lauterburg ins Elsass und leitete dort im September die Belagerung von Hagenau. 1707 hatte er wieder das Kommando in Philippsburg inne und übernahm, trotz seines schlechten Zustandes durch Gicht, das Armeekommando vom Kurfürsten Georg Ludwig von Hannover. 1708 wurde er von Kaiser Joseph I. in den Reichsgrafenstand erhoben. Johann Karl starb am 8. Oktober 1709 im Lager bei Speyer.
Er ist in der evangelischen Kirche von Freudental bestattet, in der sich auch sein Epitaph befindet.

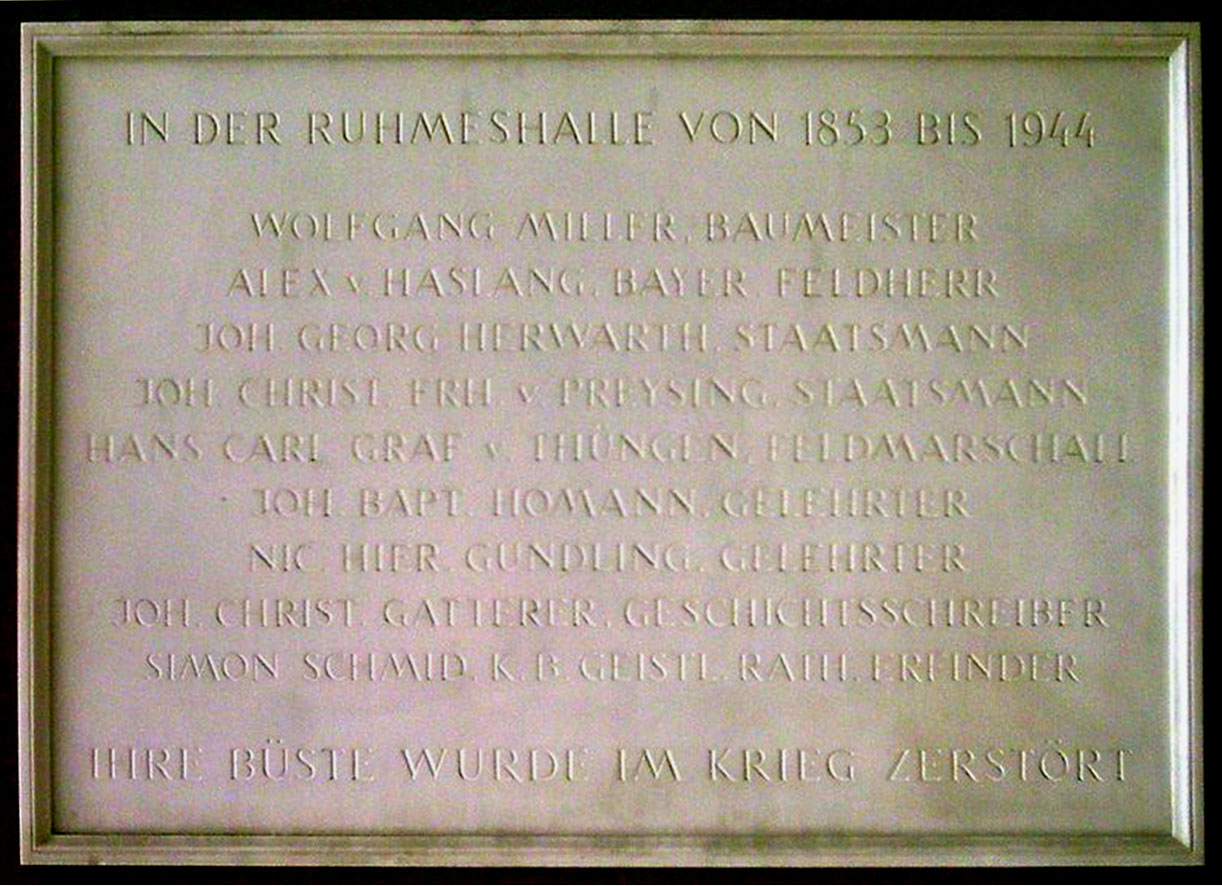
Gedenktafel in der Ruhmeshalle in München

## Anekdotisches
In Kampfhandlungen hatte Thüngen das rechte Auge verloren. Einmal, vom Kaiser an einen deutschen Fürstenhof entsandt, wurde er von einem General empfangen und willkommen geheißen, der ihn zum Hof geleiten sollte. Zufällig hatte der begrüßende General ebenfalls nur noch ein Auge, da man an seinem Hof entweder nichts von der Versehrtheit des Feldherrn wusste oder man nicht darauf geachtet hatte. Hierüber empfindlich, entgegnete der Feldmarschall dem General, dass er hoffe, dass man ihn nicht vorsätzlich wegen der gleichen Behinderung zum Willkommensgruß ausgewählt habe.

## Ruhmeshalle in München
Ihm zu Ehren wurde 1853 durch den bayerischen König Ludwig I. in der Ruhmeshalle in München, linke Flügelwand, eine Büste aufgestellt. Die Büste wurde 1944 zerstört. 1997 beschloss der Bayerische Ministerrat die Wiederaufstellung der Büste Thüngens.